# داین کنون
دیان کنون (انگلیسی: Dyan Cannon؛ زادهٔ ۴ ژانویهٔ ۱۹۳۷) هنرپیشه و کارگردان اهل ایالات متحده آمریکا است. وی از سال ۱۹۵۸ میلادی تاکنون مشغول فعالیت بوده‌است. از فیلم‌هایی که وی در آن نقش داشته‌است می‌توان به بهشت می‌تواند صبر کند و انتقام پلنگ صورتی اشاره کرد.

## گزیده فیلمشناسی
از فیلم‌ها یا برنامه‌های تلویزیونی که وی در آن نقش داشته‌است می‌توان به آثار زیر اشاره کرد.
- همسران پزشکان (۱۹۷۱)
- نوارهای اندرسون (۱۹۷۱)
- آخرین شیلا (۱۹۷۳)
- بهشت می‌تواند صبر کند (فیلم ۱۹۷۸) (۱۹۷۸)
- انتقام پلنگ صورتی (۱۹۷۸)
- تله مرگ (فیلم) (۱۹۸۲)
- نویسنده! نویسنده! (فیلم) (۱۹۸۲)
- استاد بازی (۱۹۸۴)
- او یک بچه دارد (۱۹۸۸)
- کارآگاه راکفورد (۱۹۹۶)
- گربه جاسوس (فیلم ۱۹۹۷) (۱۹۹۷)
- الی مک‌بل (۱۹۹۷–۲۰۰۰)
- جک کانگورو (۲۰۰۳)
- پس از غروب (۲۰۰۴)